# Orava (region)

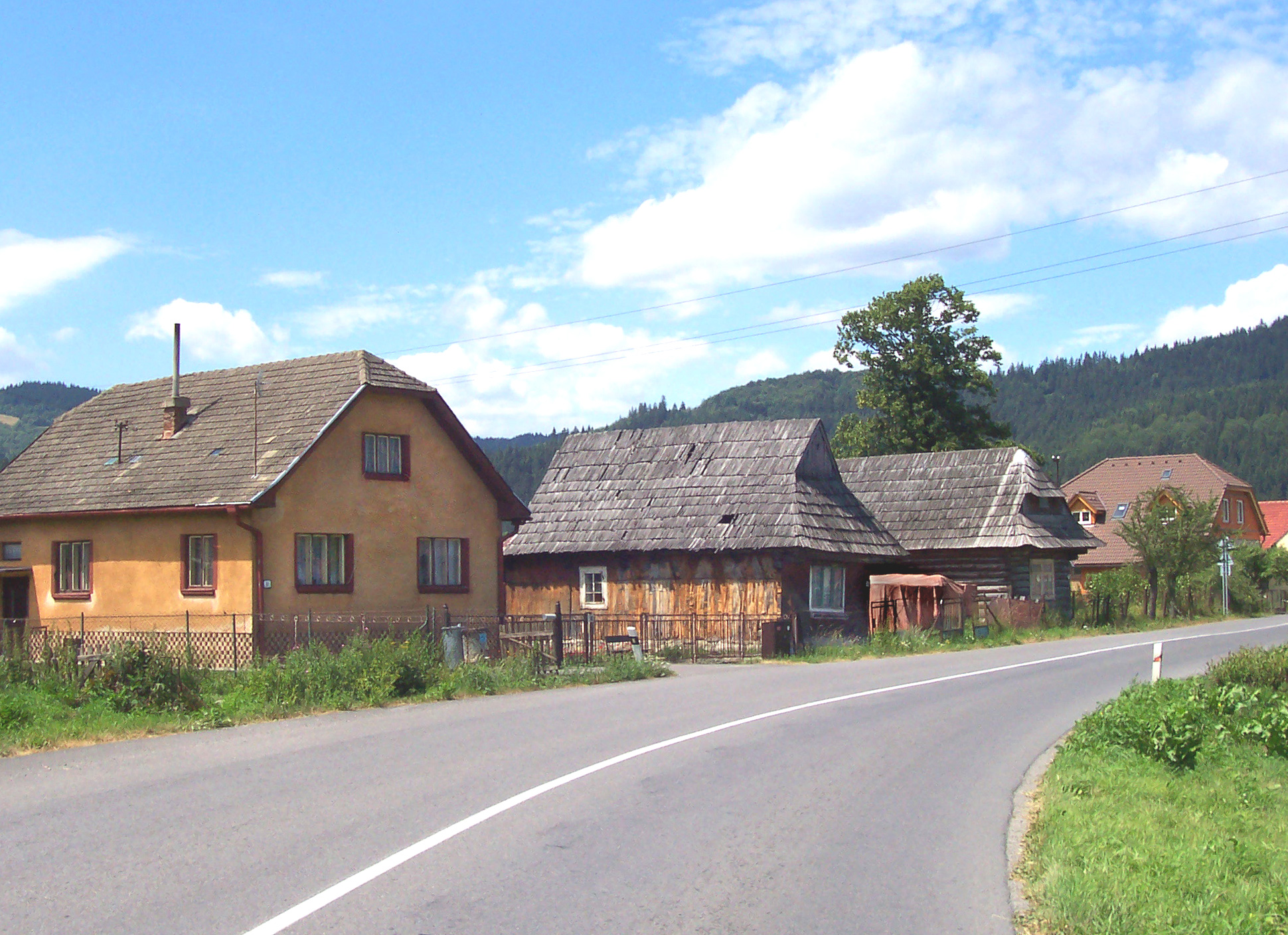
Původní domy v údolí řeky Oravy v obci Podbiel

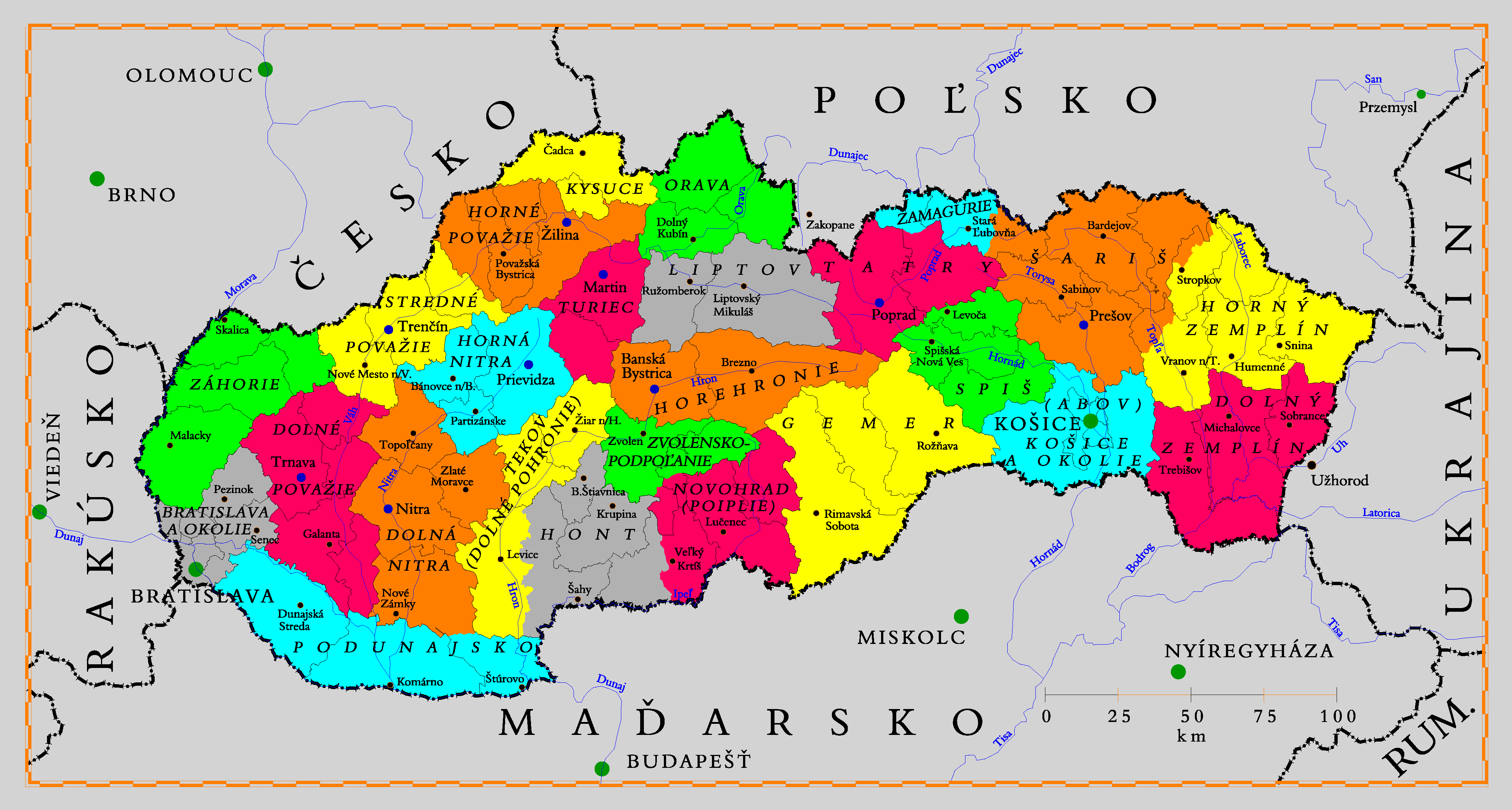
Mapka s neoficiálními tradičními regiony Slovenska

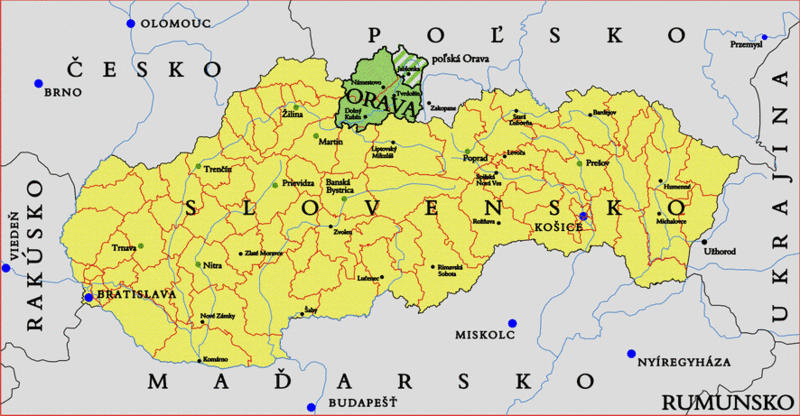
Poloha Oravy v rámci Slovenska a Polska

Orava (německy Arwa, maďarsky Árva, latinsky Arva, polsky Orawa) je region a historické území (bývalá uherská župa) rozdělené dnes mezi slovenský Žilinský kraj (okresy Dolný Kubín, Námestovo, Tvrdošín a Ružomberok – pouze obec Valaská Dubová) a polské Malopolské vojvodství (dvanáct obcí v okrese Nowy Targ). Historickou metropolí regionu je Dolný Kubín.
Orava je známá výrobou oravského korbáčiku.

## Administrativní členěn
Rozdělení Oravy na okresy existující v současnosti platilo již od dob první republiky, a to až do roku 1960. Pro upřesnění je třeba dodat, že obec Valaská Dubová byla do roku 1948 sice součástí politického okresu Ružomberok, ale patřila do soudního okresu Dolný Kubín. V období od 1. července 1960 do 30. června 1996 tvořilo téměř celé území slovenské části Oravy tehdejší (větší) okres Dolný Kubín, pouze obec Valaská Dubová náležela do okresu Liptovský Mikuláš.

## Galerie

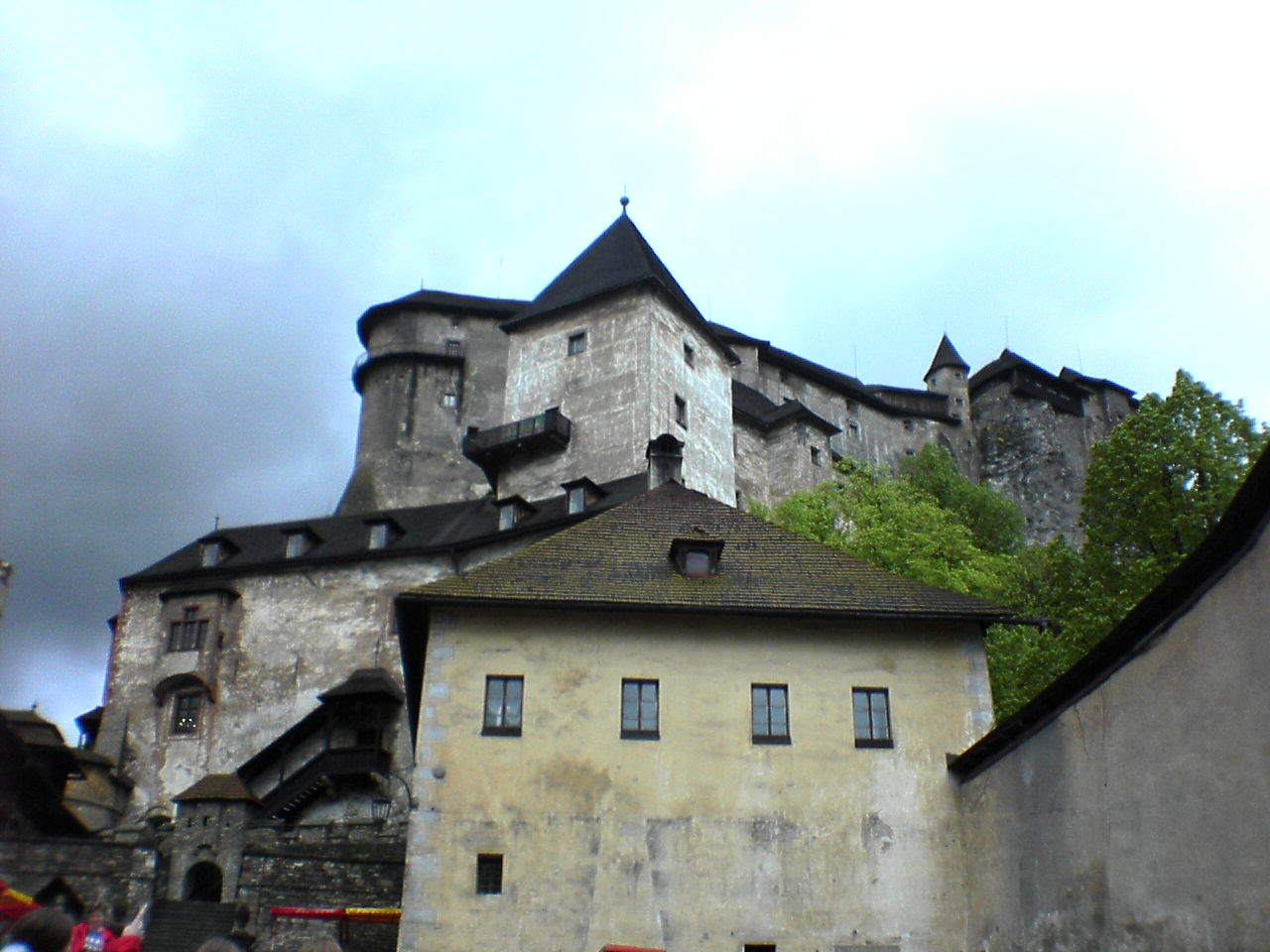
Oravský hrad
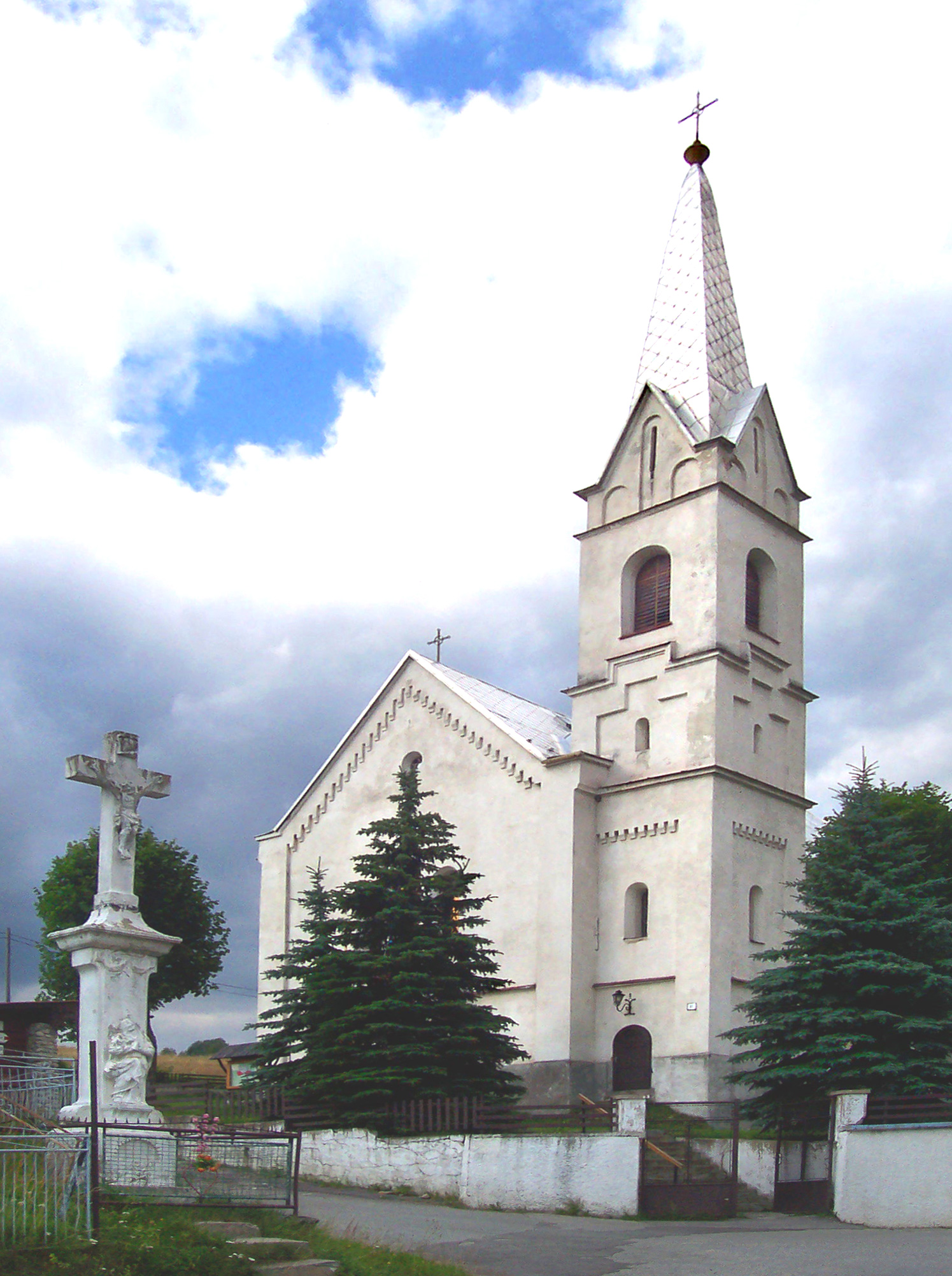
Kostel v obci Huty
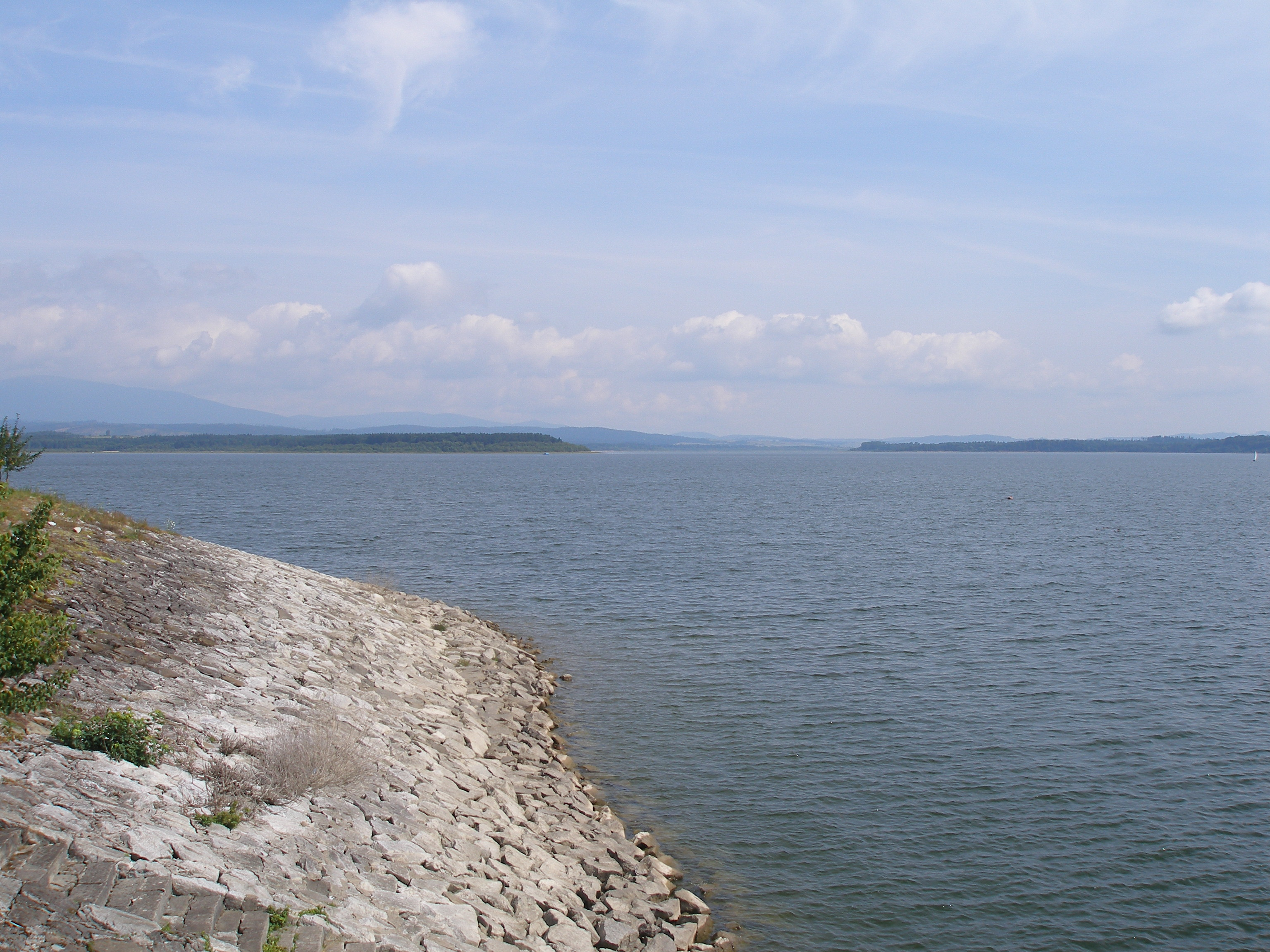
Oravská přehrada